# Folk rock
Folk rock je zvrst glasbe, ki je nastala v sedemdesetih letih. Vsebuje elemente folk in rock glasbe. Gre za zelo obsežno glasbeno zvrst, saj se folk glasba močno razlikuje od naroda do naroda, pa tudi različna obdobja ločimo skozi stoletja.

## Nekaj predstavnikov folk rocka
- Fairport Convention
- The Strawbs
- Led Zeppelin
- Jethro Tull
- The Pogues
- Peter, Paul & Mary
- Cat Stevens